# دراگون کوئست ۶
دراگون کوئست ۶: کلام وحی (انگلیسی: Dragon Quest VI: Realms of Revelation) یک بازی ویدئویی نقش‌آفرینی تک‌نفره برای سکوهای سوپر فمیکام، نینتندو دی‌اس، اندروید، آی‌اواس می‌باشد که توسط هارت بیت، آرته‌پیازا توسعه و انیکس، اسکوئر انیکس، نینتندو نشر پیدا کرده است.